# Peucetia virescens
Peucetia virescens là một loài nhện trong họ Oxyopidae.
Loài này thuộc chi Peucetia. Peucetia virescens được Octavius Pickard-Cambridge miêu tả năm 1872.